# Suðurey
Suðurey – wyspa na Oceanie Atlantyckim, w archipelagu Vestmannaeyjar położonym u południowych wybrzeży Islandii. Znajduje się około 2 km na południe od Stórhöfði, najdalej wysuniętego na południe przylądka Heimaey – największej wyspy archipelagu. Ma powierzchnię 0,20 km². Najwyższy punkt leży na wysokości 161 m n.p.m. Ma strome brzegi, a jej powierzchnia jest pokryta trawą.